# Вестерштеде
Вестерштеде (нем. Westerstede) — община и город в Германии, районный центр, расположен в земле Нижняя Саксония.
Входит в состав и является главным населённым пунктом района Аммерланд. Население составляет 22 952 человека (на 31 декабря 2019 года). Занимает площадь 179 км². Официальный код — 03 4 51 007.

## Демография
| Год  | Население |
| ---- | --------- |
| 1990 | 18 340    |
| 1995 | 20 472    |
| 2000 | 21 369    |
| 2005 | 21 915    |
| 2010 | 21 943    |
| 2018 | 23 087    |
| 2019 | 22 952    |

## Административно-территориальное деление
Община Вестерштеде подразделяется на 24 городских и сельских района: Бургфорде, Эггелоге, Фельде, Фикензольт, Гарнхольт, Гисельхорст, Хальсбек, Хальструп, Холльриде, Холльвеге, Хюлльштеде, Ихаузен, Ихорст, Карлсхоф, Линсвеге, Линсвегерфельд, Манзи, Линдерн, Морбург, Нойэнгланд, Охольт, Охольтерфельд, Олленхарде, Петерсфельд, Тарбарг, Торсхольт, Вестерлой, Вестерлойерфельд, Вестерштедерфельд.

## Государственные учреждения
В Вестерштеде располагаются правление района Аммерланд и районное налоговое ведомство. Совет общины Вестерштеде состоит из 34 советников. Должность бургомистра с 2014 года занимает Клаус Гросс.

## Учебные заведения
Начальная школа Бракенгоф, Школа на улице Гёте, Общеобразовательная и реальная школа Роберт Даннеманн, Европейская гимназия, Начальная школа в Вестерштеде-Гисельхорст, Начальная школа в Вестерштеде-Хальсбек, Начальная школа в Вестерштеде-Охольт, Интеграционные классы школы в Вестерштеде-Вестерлой, Коррекционная школа Карло Коллоди в Вестерштеде-Линсвеге, Школа Айбенхорст в Вестерштеде-Торсхольт, Евангелическое училище Аммерланда, Районное народное училище, Музыкальная школа.

## Лечебные учреждения
В Вестерштеде располагается крупный Клинический центр, состоящий из гражданской больницы Аммерландклиник и военного госпиталя Бундесвера. Клинический центр включает отделения общей хирургии, анестезиологии, гинекологии, сосудистой и торакальной хирургии, внутренней медицины, неврологии, радиологии и урологии. Помимо этих направлений клиника сотрудничает с центром нуклеарной медицины и облучения, врачами-отоларингологами и офтальмологами. Поблизости от клиники располагается хоспис. Аммерландклиник является учебным клиническим центром Медицинского университета Ганновера. Она насчитывает 343 койки. В ней работает около 1200 человек.

## Инфраструктура
Трудовой деятельностью в Вестерштеде охвачены 7757 человек, из них 40,12 % состоят на общественной службе, в больнице, 29,06 % в производственной области, 21,89 % в торговле, транспорте или обслуживании средств связи, 8,93 % в сельском хозяйстве или питомниках растений.

## Галерея

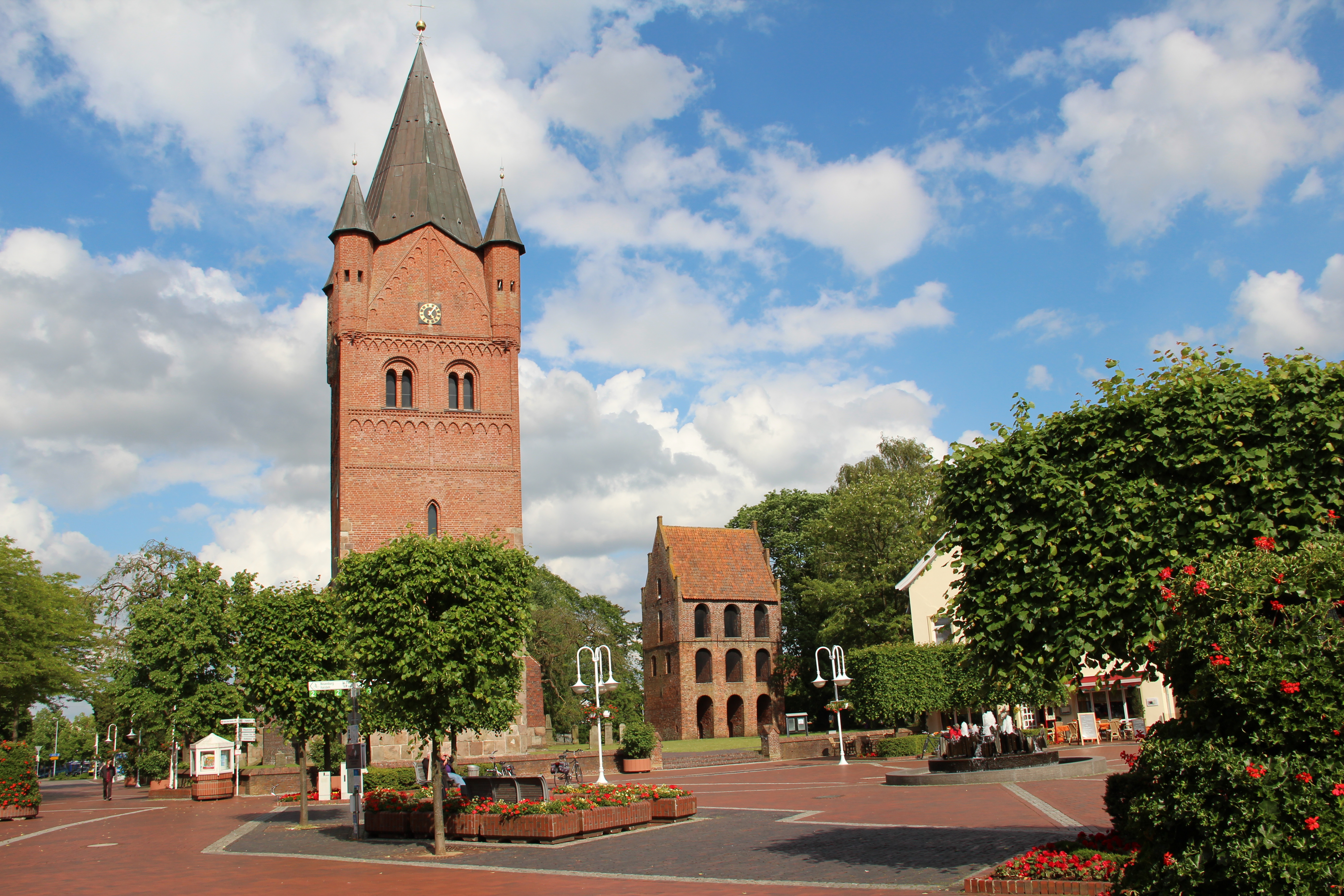
Церковь св. Петра
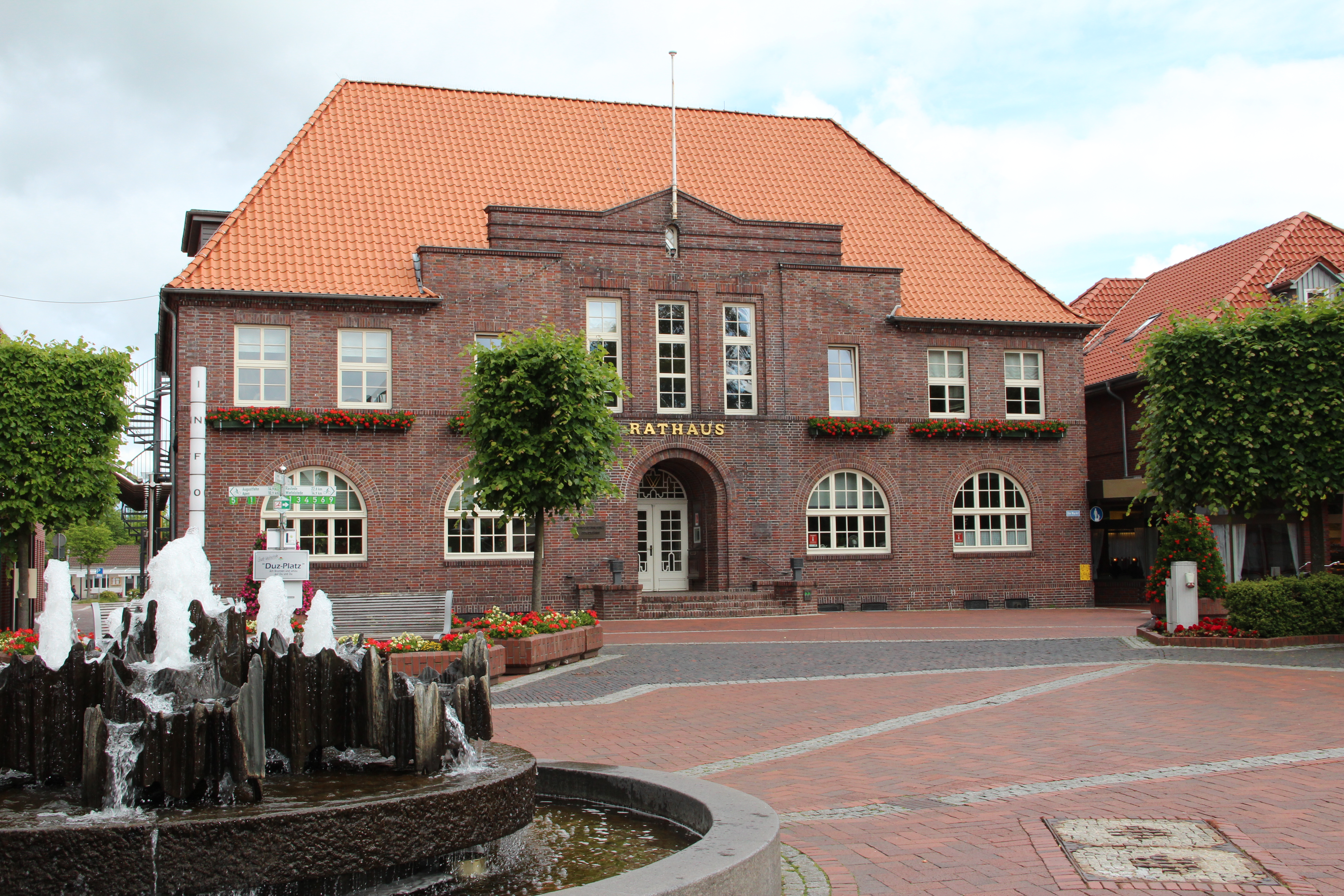
Ратуша
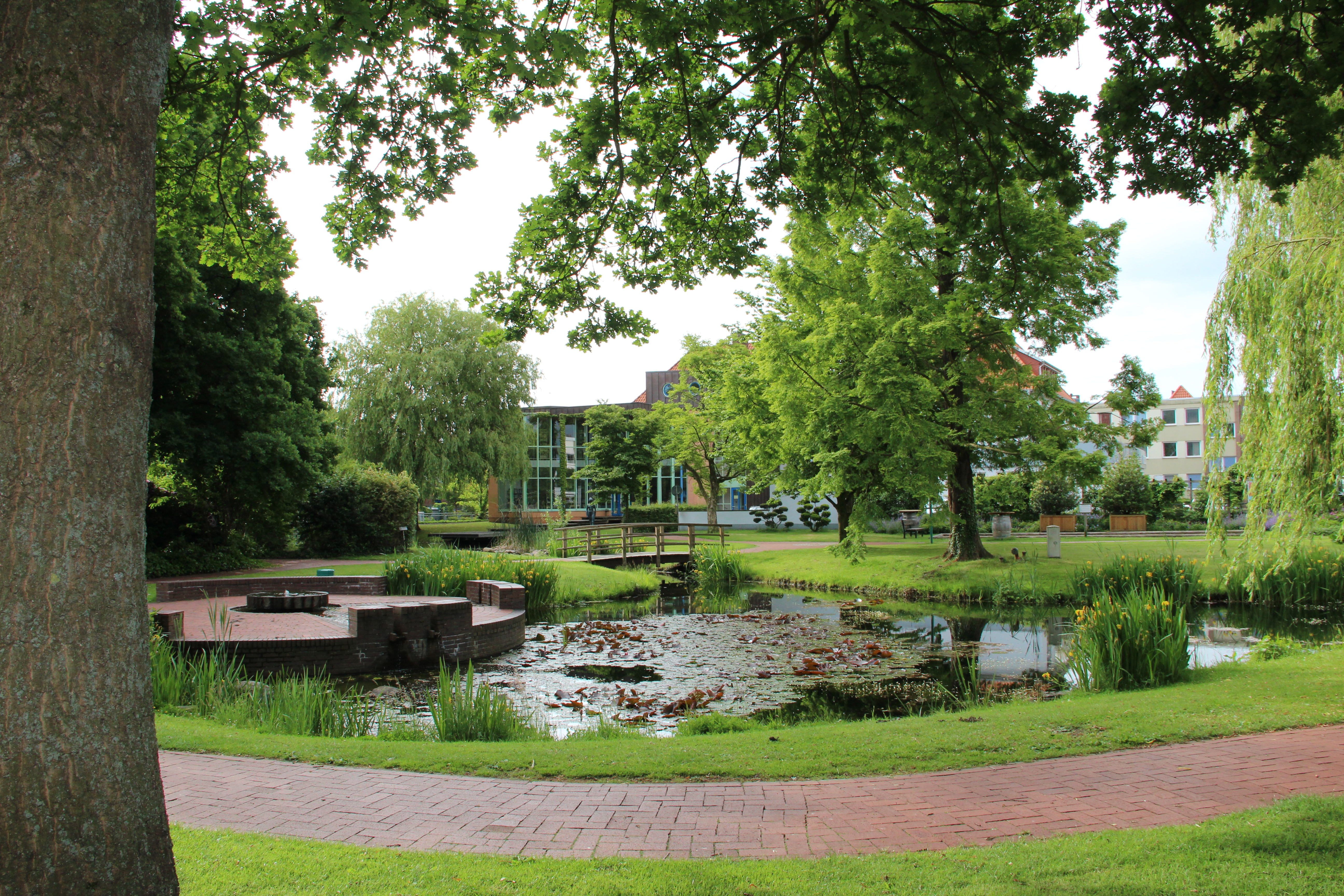
Городской парк Таленвейде
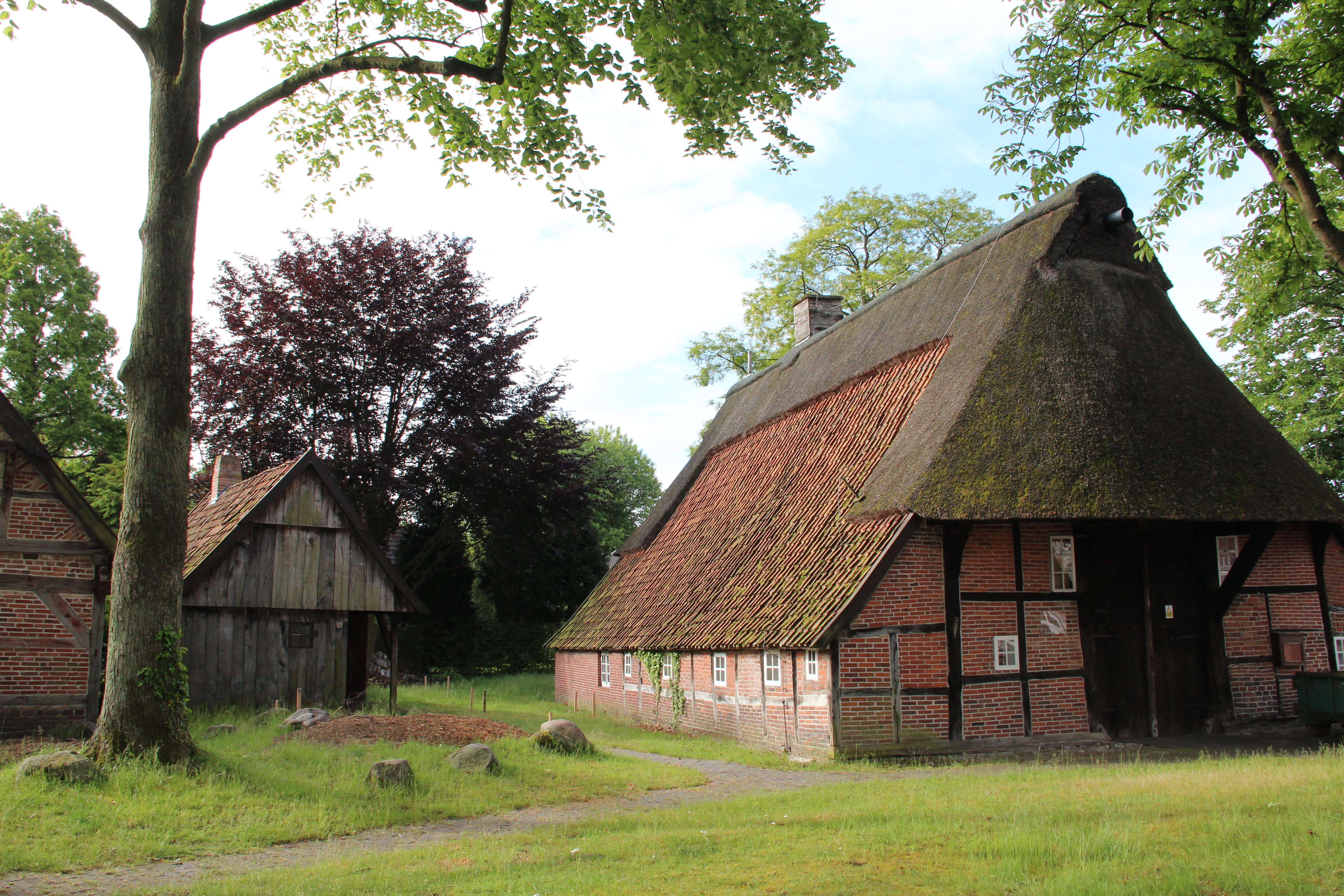
Де Крёмери
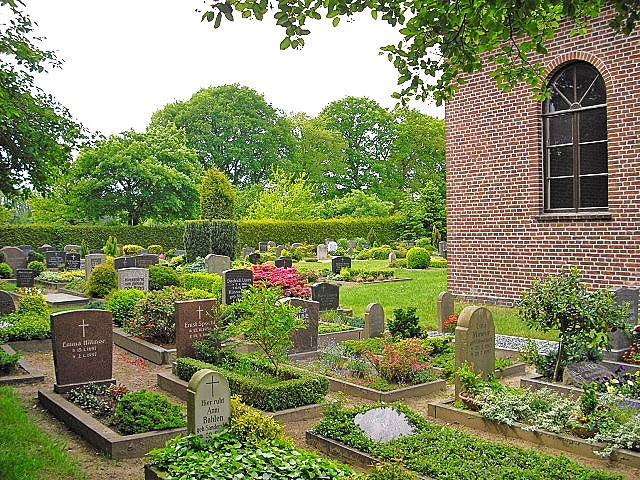
Кладбище